# Christia Mercer
Christia Mercer é uma filósofa americana e professora catedrática Gustave M. Berne no Departamento de Filosofia da Universidade de Columbia. Ela é conhecida por seu trabalho sobre a história da filosofia moderna, a história do platonismo e a história do gênero. Ela recebeu atenção nacional por seu trabalho ensinando em prisões e defendendo oportunidades educacionais para pessoas encarceradas. Ela é diretora e fundadora do Centro para Novas Narrativas em Filosofia da Universidade de Columbia, que "apoia pesquisas inovadoras na história da filosofia e promove a diversidade no ensino e na prática da filosofia". Ela é editora de Oxford Philosophical Concepts, coeditora (com Melvin Rogers) de Oxford New Histories of Philosophy, e foi eleita para atuar como presidente da American Philosophical Association, Divisão Leste, 2019–2020.

## Primeiros anos e carreira
Nascida e criada em Fort Worth, no Texas, Mercer estudou história da arte antes de morar em Roma, onde estudou latim com Reginald Foster na Universidade Gregoriana. Ela recebeu um PhD em filosofia pela Universidade de Princeton em 1989, sob a supervisão de Margaret Dauler Wilson, e uma bolsa Fulbright para estudar nos Arquivos Leibniz da Universidade de Münster em 1984. Ela deu aulas na Universidade de Notre Dame e na Universidade da Califórnia em Irvine antes de se mudar para Columbia em 1991.
Mercer foi professora convidada, Seminar für Geistesgeschichte und Philosophie der Renaissance, daUniversidade de Munique, 2003; fez palestras sobre Ernst Cassirer na Universidade de Hamburgo, 2006; e foi professora visitante na Universidade de Oslo (2012–2015).
Ela recebeu bolsas da Fundação Humboldt (1993–1994), NEH (2002), Herzog August Bibliotek, Centro Nacional de Humanidades (2012), Academia Americana em Roma (2013), ACLS (2015–2016), Harvard ' Biblioteca Villa I Tatti (2015) e Biblioteca Folger (2016). Em 2012, Mercer recebeu uma bolsa Guggenheim e em 2018-2019 foi escolhida como Mildred Londa Weisman Fellow no Radcliffe Institute for Advanced Study. De 2004 a 2015, Mercer foi coordenadora norte-americana do Archiv für Geschichte der Philosophie. Seus prêmios de ensino incluem o Prêmio Grande Professor do Columbia College de 2008 e o Prêmio Mark van Doren de 2012, que reconhece anualmente um professor pelo "compromisso com o ensino de graduação, bem como pela humanidade, devoção à verdade e liderança inspiradora".
Na Universidade Columbia, Mercer tem atuado em atividades interdisciplinares. Entre 2010 a 2012 e 2013–2014, ela foi presidente do curso Curricular Básico sobre Literaturas Humanas, um curso interdisciplinar sobre as obras-primas da literatura e filosofia ocidentais ministrado por todos os alunos do primeiro ano de graduação do Columbia College. Ela foi Diretora do Instituto de Pesquisa sobre Mulheres e Gênero da Columbia de 2000 a 2001. Ela também escreveu artigos sobre plágio, literaturas humanas, e identidade queer para o jornal de graduação Columbia Daily Spectator.
Ela foi eleita para atuar como presidente da Divisão Leste da American Philosophical Association para 2019–2020.

## Obras sobre filosofia
Mercer começou sua carreira trabalhando principalmente na filosofia moderna. Seu livro, Leibniz's Metaphysics: Its Origins and Development (CUP, 2001), oferece uma nova interpretação do desenvolvimento filosófico de Leibniz. Ela publicou amplamente sobre Leibniz e sobre a diversidade e importância dos primeiros platonismos modernos.
Mercer passou a se dedicar cada vez mais à contextualização da história da filosofia. Ela projetou uma série de livros, "Oxford Philosophical Concepts", que convoca pesquisadores internacionais proeminentes para pensar criativamente sobre a "vida" dos conceitos na história da filosofia. São mais de 20 volumes em diversas etapas de produção, e mais de 15 publicados. Estes incluem Animais, Dignidade, Causalidade Eficiente, Incorporação, Eternidade, Mal, As Faculdades, Memória, Motivação Moral, Pessoas, Prazer, Autoconhecimento e Simpatia. Cada um dos volumes traça o desenvolvimento histórico de conceitos filosóficos centrais e inclui “reflexões” interdisciplinares. Ela também é editora da série "Oxford New Histories of Phisolophy", que lançou com a falecida Eileen O'Neill e agora coedita com Melvin Rogers, e que "fala de uma preocupação crescente ampliar e reexaminar o passado da filosofia". O primeiro livro desta série é intitulado Mexican Philosophy in the 20th Century (2017) e que teve coautoria por Carlos Alberto Sanchez e Robert Eli Sanchez. Mercer escreveu sobre a importância da história inclusiva da filosofia em artigos de opinião para os periódicos The New York Times e o Washington Post.
Motivada por sua amiga Eileen O'Neill, ela se dedicou cada vez mais a descobrir e articular as ideias das mulheres do início da Idade Moderna e do final da Idade Média. Seu artigo, "Descartes' Debt to Teresa of Ávila, Or Why We Should Work on Women in the History of Philosophy", em Phil Studies, agosto de 2016, expõe que o famoso argumento do mal enganador nas meditações sobre a Filosofia Primeira tem uma dívida com Teresa de Ávila e pergunta como este facto crucial foi esquecido durante séculos. Juntamente com o seu livro sobre a filosofia da filósofa inglesa Anne Conway ela está publicando uma nova edição e tradução dos Princípios de Conway com Andrew Arlig, Laurynas Adomaitis e Jasper Reid. Seu próximo livro, Feeling the Way to Truth: Women, Reason and the Development of Modern Philosophy, argumenta que os historiadores da filosofia precisam repensar os pressupostos fundamentais sobre a filosofia do século XVII e que os escritos das mulheres desempenham um papel muito mais significativo nessa história. do que foi reconhecido.

## Atuação como ativista política
Em 2015, Mercer se tornou a primeira professora catedrática da Universidade de Columbia a dar aulas em uma prisão como parte da Iniciativa de Justiça na Educação de Columbia. No Centro Correcional Taconic, ela ensinou textos para prisioneiras, incluindo Oresteia de Ésquilo, Medeia de Eurípides, Lisístrata de Aristófanes e Noite de Reis, de William Shakespeare. Ela tem sido ativa nos movimentos de reforma educacional e penitenciária, publicando artigos de opinião e postagens no The Washington Post e outros meios de comunicação sobre o preconceito de gênero da filosofia, a história do cristianismo e o complexo industrial-prisional. Em 2015, sua postagem na campanha de desinvestimento na prisão de Columbia foi contestada publicamente por Jonathan Burns, diretor de relações públicas da Corrections Corporation of America, que a acusou de fazer "múltiplas declarações enganosas e falsas sobre nossa empresa". A resposta de Mercer argumentou que "a exigência de correções do Sr. Burns exemplifica a lógica torturada da corporação que ele representa."
Mercer é a fundadora da Just Ideas, que "reúne estagiários da Columbia e alguns dos professores mais talentosos da cidade de Nova Iorque para se envolverem em igualdade de condições com as pessoas nas prisões de Nova Iorque". Sua experiência com o ensino de alunos encarcerados foi apresentada em um segmento transmitido nacionalmente no CBS This Morning e descrita em seu artigo de opinião para o The Washington Post e em um artigo sobre sua experiência para o Columbia News. Ela também deu aulas no Metropolitan Detention Center, uma prisão federal no Brooklyn, sobre a qual escreveu no NBC Think. Desde o início de 2018, ela organiza minicursos que estão à disposição dos homens do Centro de Detenção Metropolitano. A cada ano, cerca de 250 homens do MDC se formam em um minicurso, e uma dúzia de professores e duas dúzias de alunos de graduação da Columbia aproveitam a oportunidade para lecionar.
Em 2018, ela publicou um artigo defendendo a importância de disponibilizar o acesso aos livros às pessoas encarceradas. Ela foi entrevistada sobre este tema pelo On Point da WBUR. Em 2019, ela publicou um artigo sobre "as origens filosóficas do patriarcado" no The Nation.

## Prêmios e honrarias
- Presidente da American Philosophical Association, Divisão Leste, 2019–20.
- Bolsa do Instituto Radcliffe, 2018–19.
- Bolsa, Biblioteca Folger Shakespeare, primavera de 2016.
- Professora Sênior, Villa I Tatti, Florença, Itália, outono de 2015.
- Resident Fellow, American Academy, Roma, Itália, primavera de 2013.
- Sovereign/Columbia Affiliated Fellowship, American Academy, Roma, Itália, 2010–11.
- Gustave M. Berne Professora de Filosofia, 2009 – presente.
- Prêmio Grande Professora, Graduados da Sociedade de Columbia, Columbia College, 2008.
- Gustave M. Berne Professora no Currículo Básico do Columbia College, 2003–2009.
- Editora norte-americana, Archiv für Geschichte der Philosophie, 2002–2015.
- Professora convidada, Centro Alexandre Koyré, École des Hautes Études en Sciences Sociales, dezembro de 2003, 5 de novembro, 7 de dezembro.
- Ernst Cassirer Lectures, Ernst Cassirer Guest Professorship, Faculdade de Filosofia, Universidade de Hamburgo, Primavera de 2006.

## Obras publicadas
- Oxford New Histories of Philosophy (em inglês), Coordenadora da série (coautoria com Melvin Rogers)
- Oxford Philosophical Concepts (em inglês), coordenadora da série
- Early Modern Philosophy: Mind, Matter, and Mechanism (em inglês). Coautoria com Eileen O'Neill, Oxford University Press, 2005.[48]
- Leibniz's Metaphysics: Its Origins and Development (em inglês), Cambridge University Press, 2001; edição livro de bolso, 2006.